# 自由、安全與司法的領域
「自由、安全與司法的領域」（英語：Area of freedom, security and justice）是歐盟的政治理念之一，它的前身可追溯到歐盟初成立時的「司法與內政合作」，在2009年12月1日《里斯本條約》生效後，則為《歐盟運作條約》中所設定的「歐盟主要任務領域」之一，其實現方式則由幾個更具體的任務領域所構成：民事司法合作、刑事司法合作、警察合作、邊境管制、難民政策、移民政策。

## 歷史
在歐洲整合的歷程中人們逐漸發現，尤其是由於歐洲共同市場和國界自由通行的制度，也給會員國和其人民帶來新的危險：特別是跨國犯罪、非法移民、以及利用會員國之間法制的落差來鑽法律漏洞。

### 《馬斯垂特條約》時期
為了對付這些事，1992年簽訂、1993年生效的《馬斯垂特條約》在延續歐洲共同體的經濟合作之外，也將政治合作事項擴張到會員國之間的「司法和內政合作」（英語：Justice and Home Affairs），並成為此時期的「歐盟第三支柱」。
第三支柱帶有濃厚的政府間合作色彩：政策的形成一律由歐盟立法機關的上議院，即歐盟部長理事會的一致決議始能通過；而歐盟立法機關的下議院，歐洲議會，則毫無參與決策的權力。具體而言，此時期的第三支柱分為以下三個部門：
- 刑事案件的警察合作與司法合作（英語：Police and Judicial Cooperation in Criminal Matters, PJCCM）
- 民事案件的司法合作（英語：Judicial Cooperation in Civil Matters）
- 「促進第三國人員在歐盟境內自由交通的配套措施」（德語：Flankierende Maßnahmen zum freien Personenverkehr），亦即關於政治庇護、難民、移民政策的諧調。

### 《阿姆斯特丹條約》時期
1997年簽訂、1999年生效的《阿姆斯特丹條約》將上述這些總稱為「自由、安全與司法的領域」，並明文將它提升為歐盟的政治目標。同時，「民事案件的司法合作」與「促進第三國人員在歐盟境內自由交通的配套措施」被移到「歐盟第一支柱」，使它們得以適用歐盟兩個立法機關的共同決策機制－－由歐盟部長理事會多數決之後，再由歐洲議會表決。「第三支柱」的內涵改名為「刑事案件的警察合作與司法合作」。

### 《里斯本條約》時期
2007年簽訂、2009年生效的《里斯本條約》將第三支柱中仍存留的「刑事案件的警察合作與司法合作」拆成歐盟政治領域事務中的「警察合作」與「刑事司法合作」，並與其他項目統整於「自由、安全與司法的領域」這個理念之下，後者為目前「歐盟主要任務領域」之一。至此，原本的第三支柱被完全拆散，不復存在；而歐盟的一切內政與司法合作決策，皆復歸由兩個立法機關（歐盟部長理事會與歐洲議會）共同參與的通常立法程序。
依據《里斯本條約》的架構，「自由、安全與司法的領域」的體系位置如下：
《歐盟運作條約》
第1部：原則
第1篇：聯盟權限與任務分類
第4條2項：聯盟與會員國共同的主要任務領域
(j)款：自由、安全與司法的領域
第3部：聯盟內政與措施
第5篇：自由、安全與司法的領域
第1章：一般規定
第67條2項：消除聯盟內部的國界管制，形成共同的難民政策、移民政策、聯盟外部邊界管制政策。
第3章（第81條）：民事案件的司法合作
第4章（第82-86條）：刑事案件的司法合作
第5章（第87-89條）：警察合作

## 會員國參與程度
愛爾蘭與丹麥行使了附加議定書裡的權利，對於內政與司法合作只做有限的參與。

## 歐盟制度演變圖
| 圖例： 事實上繼承 框架： 事實上的內部框架 外部框架 | 圖例： 事實上繼承 框架： 事實上的內部框架 外部框架 | 圖例： 事實上繼承 框架： 事實上的內部框架 外部框架 |                               |                          |                                |                                |                         |                                                |                                                |                                                |                                                |                                                | 歐洲聯盟（歐盟）                               | 歐洲聯盟（歐盟） | 歐洲聯盟（歐盟） | 歐洲聯盟（歐盟） |            |            |
| 圖例： 事實上繼承 框架： 事實上的內部框架 外部框架 | 圖例： 事實上繼承 框架： 事實上的內部框架 外部框架 | 圖例： 事實上繼承 框架： 事實上的內部框架 外部框架 | 歐洲各共同體                  | 歐洲各共同體             | 歐洲各共同體                   | 歐洲各共同體                   | 歐洲各共同體            | （歐盟三支柱）                                 | （歐盟三支柱）                                 | （歐盟三支柱）                                 |                                                |                                                |                                                |                  |                  |                  |            |            |
| 圖例： 事實上繼承 框架： 事實上的內部框架 外部框架 | 圖例： 事實上繼承 框架： 事實上的內部框架 外部框架 | 圖例： 事實上繼承 框架： 事實上的內部框架 外部框架 |                               |                          | 歐洲原子能共同體               | 歐洲原子能共同體               | 歐洲原子能共同體        | 歐洲原子能共同體                               | 歐洲原子能共同體                               |                                                |                                                |                                                | 現今                                           |                  |                  |                  |            |            |
| 圖例： 事實上繼承 框架： 事實上的內部框架 外部框架 | 圖例： 事實上繼承 框架： 事實上的內部框架 外部框架 | 圖例： 事實上繼承 框架： 事實上的內部框架 外部框架 |                               | 歐洲煤鋼共同體           |                                |                                |                         |                                                |                                                |                                                |                                                |                                                |                                                |                  |                  |                  |            |            |
| 圖例： 事實上繼承 框架： 事實上的內部框架 外部框架 | 圖例： 事實上繼承 框架： 事實上的內部框架 外部框架 | 圖例： 事實上繼承 框架： 事實上的內部框架 外部框架 |                               | 歐洲經濟共同體           |                                |                                |                         |                                                |                                                |                                                |                                                |                                                |                                                |                  |                  |                  |            |            |
| 圖例： 事實上繼承 框架： 事實上的內部框架 外部框架 | 圖例： 事實上繼承 框架： 事實上的內部框架 外部框架 | 圖例： 事實上繼承 框架： 事實上的內部框架 外部框架 |                               |                          |                                |                                |                         |                                                | 申根區                                         | 申根區                                         | 歐洲共同體                                     | 歐洲共同體                                     |                                                |                  |                  |                  |            |            |
| 圖例： 事實上繼承 框架： 事實上的內部框架 外部框架 | 圖例： 事實上繼承 框架： 事實上的內部框架 外部框架 | 圖例： 事實上繼承 框架： 事實上的內部框架 外部框架 | TREVI                         | TREVI                    | TREVI                          | 司法與內政合作                 |                         |                                                |                                                |                                                |                                                |                                                |                                                |                  |                  |                  |            |            |
| 圖例： 事實上繼承 框架： 事實上的內部框架 外部框架 | 圖例： 事實上繼承 框架： 事實上的內部框架 外部框架 | 圖例： 事實上繼承 框架： 事實上的內部框架 外部框架 | TREVI                         | TREVI                    | TREVI                          | 司法與內政合作                 |                         | / 北大西洋公約組織                             | / 北大西洋公約組織                             | 現今                                           | 刑事領域警務與司法合作                         | 刑事領域警務與司法合作                         |                                                |                  |                  |                  |            |            |
| 英法協約                                           | 英法協約                                           | [西方聯盟到北約]                                   | [西方聯盟到北約]              | 歐洲政治合作             | 歐洲政治合作                   | 歐洲政治合作                   | 歐洲政治合作            | / 北大西洋公約組織                             | / 北大西洋公約組織                             | 現今                                           |                                                | 共同外交與安全政策                             | 共同外交與安全政策                             |                  |                  |                  |            |            |
| 英法協約                                           | 英法協約                                           | 西方聯盟                                           | 西方聯盟                      | 西方聯盟                 | / 西歐聯盟                     | / 西歐聯盟                     | / 西歐聯盟              | [1984年羅馬宣言重新激活了西歐聯盟並轉交至歐盟] | [1984年羅馬宣言重新激活了西歐聯盟並轉交至歐盟] | [1984年羅馬宣言重新激活了西歐聯盟並轉交至歐盟] | [1984年羅馬宣言重新激活了西歐聯盟並轉交至歐盟] | [1984年羅馬宣言重新激活了西歐聯盟並轉交至歐盟] | [1984年羅馬宣言重新激活了西歐聯盟並轉交至歐盟] |                  |                  |                  |            |            |
| 英法協約                                           | 英法協約                                           | 西方聯盟                                           | 西方聯盟                      | 西方聯盟                 | / 西歐聯盟                     | / 西歐聯盟                     | / 西歐聯盟              |                                                |                                                |                                                |                                                |                                                |                                                |                  |                  |                  |            |            |
| 英法協約                                           | 英法協約                                           | 西方聯盟                                           | 西方聯盟                      | 西方聯盟                 | [社會、文化移交歐洲理事會負責] | [社會、文化移交歐洲理事會負責] | 現今                    |                                                |                                                |                                                |                                                |                                                |                                                |                  |                  | 论 编            | 论 编      |            |
|                                                    |                                                    |                                                    | 歐洲理事會                    |                          |                                |                                | 現今                    |                                                |                                                |                                                |                                                |                                                |                                                |                  |                  | 论 编            | 论 编      |            |
| 英法協約                                           | 敦克爾克條約                                       | 布魯塞爾條約                                       | 歐洲委員會法規 與北大西洋公約 | 巴黎條約與歐洲防務共同體 | 倫敦–巴黎會議                  | 羅馬條約                       | 西歐聯盟-歐洲理事會協議 | 合併條約                                       | 達維尼翁報告                                   | 歐盟高峰會成立                                 | 單一歐洲法案                                   | 申根公約                                       | 馬斯垂克條約                                   | 阿姆斯特丹條約   | 尼斯條約         | 里斯本条约       | 里斯本条约 | 里斯本条约 |

## 註腳
1. ↑  《歐盟運作條約》（官方英文版 （页面存档备份，存于），2010年3月30日）：第1部（Part）、第1篇（Title）、第4條（Article）、第2項。